# Scyrotis kochi
Scyrotis kochi là một loài bướm đêm thuộc họ Cecidosidae. Loài này có ở Nam Phi.